# Bassegembos
Het Bassegembos is een natuurgebied nabij de tot de West-Vlaamse gemeente Anzegem gelegen plaats Kaster.
Het gebied wordt beheerd door Natuurpunt.
Het vrij kleine bosgebied, dat geïsoleerd tussen weilanden is gelegen, is al vanaf de 16e eeuw onafgebroken bos geweest. Het was vanouds in bezit van de adel en in gebruik voor de jacht en de kleinschalige houtproductie, zoals de winning van hakhout.
Het is een gemengd loofbos met vooral een rijke voorjaarsflora, waar de wilde hyacint domineert. Er komen vogels voor als buizerd, grote bonte specht, groene specht, boomklever en bosuil. Ook is er een populatie van de grote glimworm.